# Divizia Națională (2006/2007)
Sezon 2006/2007 był 16. edycją rozgrywek o mistrzostwo Mołdawii. Tytuł mistrza kraju obronił zespół Sheriff Tyraspol. Nikt nie spadł. Liga od przyszłego sezonu będzie liczyć 12 zespołów. Tytuł króla strzelców przypadł Aleksejowi Kuciukowi, który w barwach Sheriffa Tyraspol strzelił 17 goli.

## Zespoły
| Uczestnicy poprzedniej edycji                                                                                 | Uczestnicy poprzedniej edycji | Uczestnicy poprzedniej edycji | Uczestnicy poprzedniej edycji |
| --- | ----------------------------- | ----------------------------- | ----------------------------- |
| SHE | Sheriff Tyraspol              | 1                             |                               |
| ZKI | Zimbru Kiszyniów              | 2                             |                               |
| TIR | FC Tiraspol                   | 3                             |                               |
| TIL | Tiligul Tyraspol              | 4                             |                               |
| NOT | Nistru Otaci                  | 5                             |                               |
| DAK | Dacia Kiszyniów               | 6                             |                               |
| POL | Politehnica Kiszyniów         | 7                             |                               |
| DNB | Dinamo Bendery                | 8                             |                               |
| Awans z Divizia A                                                                                             |                               |                               |                               |
| OLB | Olimpia Bielce                |                               |                               |
| ISR | Iscra-Stali Rybnica           |                               |                               |
| Oznaczenia: - kolumna pierwsza – skróty nazw drużyn, - kolumna trzecia – miejsce zajęte w poprzednim sezonie. |                               |                               |                               |

## Tabela końcowa
|    | Klub                   | M  | Z  | R  | P  | Br+ | Br- | Pkt |
| 1  | Sheriff Tyraspol       | 36 | 28 | 8  | 0  | 70  | 7   | 92  |
| 2  | Zimbru Kiszyniów       | 36 | 21 | 8  | 7  | 63  | 23  | 71  |
| 3  | Nistru Otaci           | 36 | 16 | 9  | 11 | 44  | 36  | 57  |
| 4  | Dacia Kiszyniów        | 36 | 13 | 16 | 7  | 36  | 30  | 55  |
| 5  | FC Tiraspol            | 36 | 10 | 16 | 10 | 37  | 32  | 46  |
| 6  | Olimpia Bielce         | 36 | 12 | 6  | 18 | 38  | 50  | 42  |
| 7  | Politehnica Kiszyniów  | 36 | 7  | 12 | 17 | 29  | 47  | 33  |
| 8  | Tiligul-Tiras Tyraspol | 36 | 6  | 15 | 15 | 23  | 46  | 33  |
| 9  | Iskra-Stal Rybnica     | 36 | 6  | 13 | 17 | 22  | 43  | 31  |
| 10 | Dinamo Bendery         | 36 | 3  | 13 | 20 | 24  | 72  | 22  |

## Najlepsi Strzelcy
|   | Piłkarz        | Klub             | Gole |
| - | -------------- | ---------------- | ---- |
| 1 | Aleksej Kuciuk | Sheriff Tyraspol | 17   |
| 2 | Taranu         | Nistru Otaci     | 16   |
| 3 | Zdanow         | Zimbru Kiszyniów | 14   |
| 4 | S. Cziriłow    | Zimbru Kiszyniów | 12   |
| 5 | Picusciac      | FC Tiraspol      | 9    |
| - | Pirsa          | Sheriff Tyraspol | 9    |